# Rushmore (Minnesota)
Rushmore – miasto w Stanach Zjednoczonych, w stanie Minnesota, w hrabstwie Nobles.